# توماس ر. آدامز
توماس ر. آدامز (بالإنجليزية: Thomas R. Adams) هو أمين مكتبة أمريكي، ولد في 22 مايو 1921 في درم في الولايات المتحدة، وتوفي في 1 ديسمبر 2008 في بروفيدنس في الولايات المتحدة.